# Coat-Méal
Coat-Méal (bret. Koz-Meal) – miejscowość i gmina we Francji, w regionie Bretania, w departamencie Finistère.
Według danych na rok 1990 gminę zamieszkiwało 669 osób, a gęstość zaludnienia wynosiła 62 osoby/km² (wśród 1269 gmin Bretanii Coat-Méal plasuje się na 737. miejscu pod względem liczby ludności, natomiast pod względem powierzchni na miejscu 811.).